# Зайцев, Михаил Георгиевич
Михаи́л Гео́ргиевич За́йцев (23 января 1959, Ленинград — 2021) — советский и российский режиссёр-мультипликатор, писатель и художник-мультипликатор. Член Союза кинематографистов России.

## Биография
Михаил Зайцев родился 23 января 1959 года в Ленинграде.
Учился в Ленинградском технологическом институте (1976—1981).
Работал в НПО «Пластмасс» (1981—1982), на киностудии «Союзмультфильм» (1982—1984), на студии «Мульттелефильм» ТО «Экран» (1984—2000).
В 1989—1992 — автор экологических телесюжетов производства ТК «Триада», в 1994—1995 — председатель экспертного совета по кино при правительстве Москвы.
На основе фильмов о капитане Пронине создал компьютерную игру.
Писательский дебют Зайцева состоялся в 1998 году, когда издательство «Эксмо-Пресс» издало первую книгу — боевик «Рысь в капкане». Писатель создал несколько циклов произведений о бойцах спецслужб, боевиках и теневых структурах, среди которых серии «Русский ниндзя» и «Игнат Сергач», а также работы в жанре научной, боевой и юмористической фантастики, такие как «Провокация», «Жесткий контакт» и «Спартак Superstar».
Руководил студией мультипликации при библиотеке № 141 города Москвы.

## Фильмография

### Режиссёр-мультипликатор
- 1990 — Правила игры
- 1992 — Капитан Пронин — внук майора Пронина
- 1993 — Капитан Пронин в Америке
- 1993 — Капитан Пронин в космосе
- 1993 — Возвращение Кота Леопольда
- 1994 — Капитан Пронин в опере[источник не указан 1649 дней]

### Художник-мультипликатор
- 1986 — Фунтик. Неуловимый Фунтик
- 1986 — Фунтик и сыщики
- 1987 — Домовые, или Сон в зимнюю ночь
- 1987 — Фунтик и старушка с усами
- 1988 — Фунтик в цирке
- 1988 — Если бы я был моим папой… (фильм второй)
- 1989 — Большой Ух
- 1989 — Записки Пирата
- 1989 — Сестрички-привычки
- 1989 — Счастливчик
- 1990 — Этого не может быть
- 1990 — Из пушки на луну и далее без остановок
- 1991 — Женская астрология
- 1993 — Капитан Пронин в Америке
- 1993 — Капитан Пронин в космосе[источник не указан 1649 дней]

### Художник-постановщик
- 1991 — Женская астрология
- 1992 — Старый автомобиль
- 1993 — Капитан Пронин в космосе
- 1994 — Капитан Пронин в опере

### Художник
- 1984 — Великолепный Гоша 9
- 1984 — Найда
- 1985 — Великолепный Гоша 10
- 1993 — Капитан Пронин в Америке

### Сценарист
- 1993 — Капитан Пронин в Америке
- 1994 — Капитан Пронин в опере[источник не указан 1649 дней]